# Paralimosina lobata
Paralimosina lobata är en tvåvingeart som beskrevs av Rohacek och Papp 1988. Paralimosina lobata ingår i släktet Paralimosina och familjen hoppflugor.
Artens utbredningsområde är Pakistan. Inga underarter finns listade i Catalogue of Life.